# Pachalik de Bosnie
Pour les articles homonymes, voir Bosnie.
1580–1867
Entités précédentes :
- Sandjak de Bosnie

Entités suivantes :
- Vilayet de Bosnie
- Eyalet d'Herzégovine

Le pachalik de Bosnie (en bosnien: Bosanski pašaluk), autrement désigné comme eyalet ou beylerbeylik de Bosnie, était une subdivision administrative de l'Empire ottoman. Son territoire correspondait grosso modo à ceux de l'actuelle Bosnie-Herzégovine et du Sandjak de Novipazar. Il devient en 1867 le vilayet de Bosnie.

## Histoire

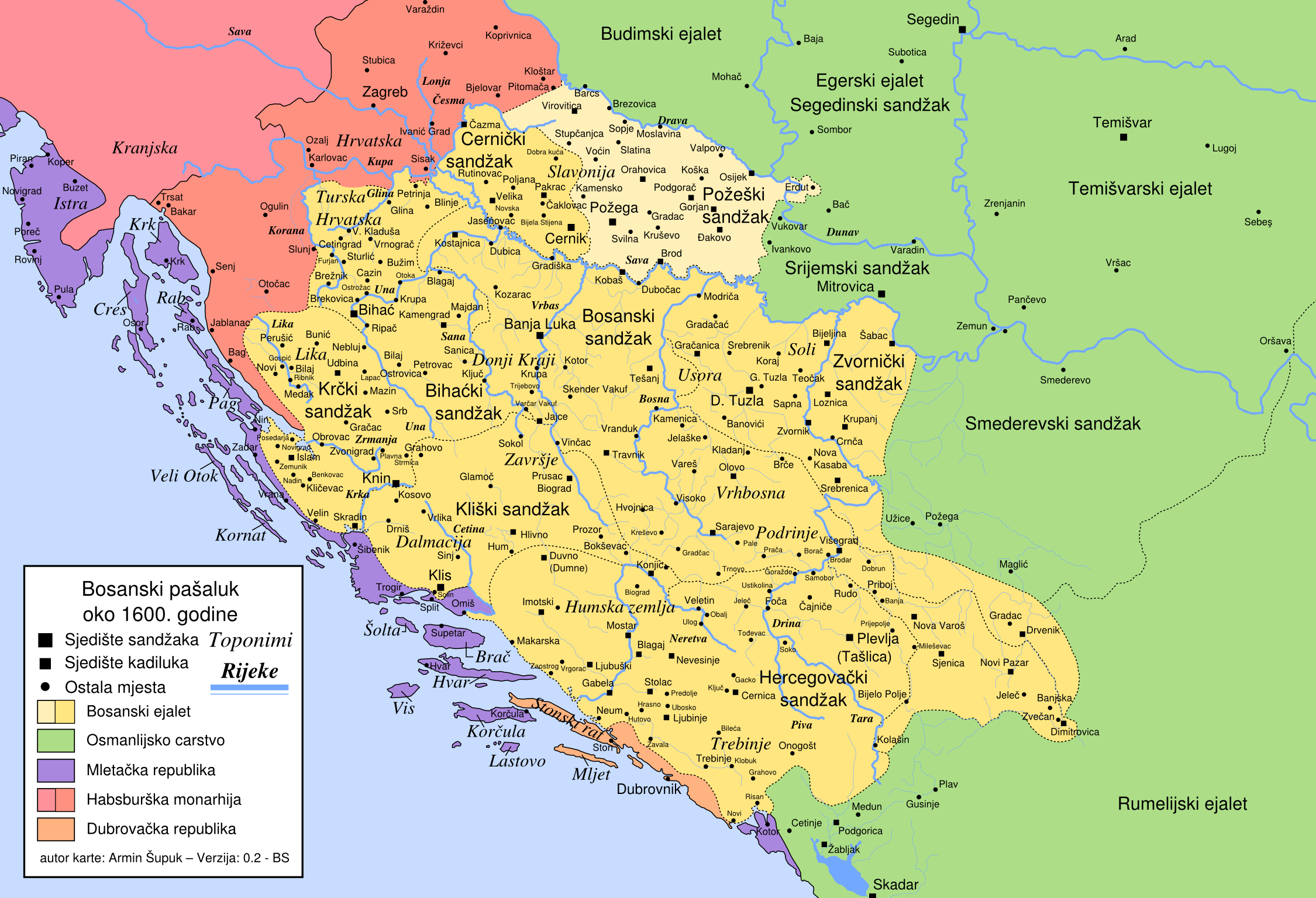
Pachalik de Bosnie vers 1600

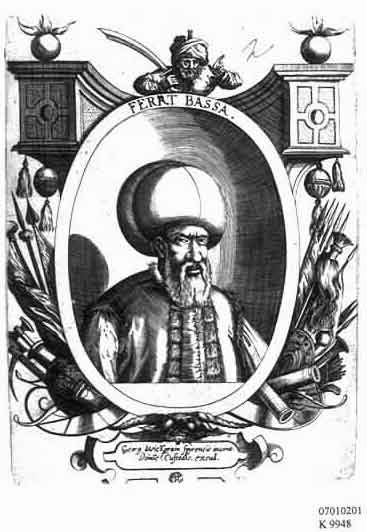
Ferhat-pacha Sokolović, gouverneur de Bosnie de 1580 à 1586, gravure anonyme

Entre 1463 et 1527, les Ottomans conquièrent ces territoires qui constituaient le royaume de Bosnie, le duché d'Herzégovine (en) et une partie du royaume de Croatie uni à la Hongrie. Ils les intègrent au pachalik de Roumélie, une subdivision administrative qui englobait initialement toutes les parties européennes de l'Empire, soit les Balkans. De 1463 à 1580, le sandjak de Bosnie est une partie de ce pachalik. 
À partir de 1580, la Roumélie est subdivisée en plusieurs entités. La Bosnie devient un pachalik à part entière. Les capitales de la Bosnie ottomane, sandjak ou pachalik, sont Bosna-Saray de 1463 à 1583, puis Banja Luka de 1583 à 1686, Travnik de 1686 à 1851 et à nouveau Bosna-Saray, aujourd'hui Sarajevo, de 1851 à 1878.
Le premier gouverneur du pachalik de Bosnie est Ferhat-pacha Sokolović, issu d'une famille locale qui a aussi donné le grand vizir Mehmed pacha Sokolović. La province comprend alors 7 sandjaks :
- sandjak de Bosnie
- sandjak d'Herzégovine
- sandjak de Vučitrn,
- sandjak de Prizren
- sandjak de Klis
- sandjak de Krka
- sandjak de Pakrac

Au milieu du XVIIe siècle, le pachalik de  Bosnie englobe l'actuelle Bosnie-Herzégovine, ainsi que des parties de la Lika, de la Slavonie et de la Dalmatie (aujourd'hui en Croatie), une partie de la région historique du Sandžak en Serbie (Sandjak de Novipazar), ainsi que le nord du Monténégro.
Le pachalik est divisé en 8 sandjaks et 29 capitaineries (en bosnien : kapetanija) correspondant à des zones de garnisons militaires. Avant le traité de Passarowitz (1699), plus de la moitié des capitaineries sont situées le long de la frontière avec la Hongrie royale, dépendant du Saint Empire :
- sandjak de Požega (2 capitaineries) ;
- sandjak de Bosnie (7 capitaineries) ;
- sandjak de Bihać (4 capitaineries) ;
- sandjak de Krka-Lika (7 capitaineries) ;
- sandjak de Klis (4 capitaineries) ;
- sandjak d'Herzégovine (4 capitaineries) ;
- sandjak de Zvornik ;
- sandjak de Cernik.

Pendant la guerre austro-turque de 1683-1699, la Bosnie est envahie par l'armée du Saint-Empire après la bataille de Zenta (1699) : Sarajevo est pillée et incendiée de fond en comble. Cette dévastation entraîne des changements sociaux importants. La capitale du pachalik est transférée à Travnik et Sarajevo devint une ville de garnison de janissaires. Les catholiques, soupçonnés de sympathie pour les Autrichiens, sont marginalisés, tandis que les orthodoxes obtiennent la création d'un siège de métropolite. Après le traité de Karlowitz en 1699, le pachalik perd quatre sandjaks et trois autres sont réduits, soit 12 capitaineries au total perdues par la Sublime Porte. Ces territoires sont intégrés par la monarchie autrichienne à la ligne défensive des Confins militaires.

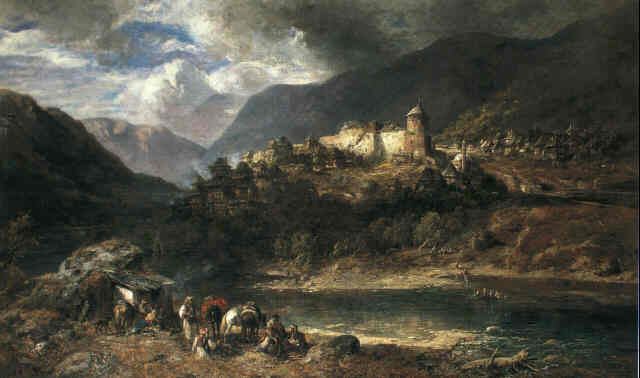
Bosniaques devant la forteresse de Vranduk par Carl Ebert (1821-1885)

Pendant les guerres napoléoniennes, Husrev Pacha, gouverneur de Bosnie, cherche l'alliance des Français qui occupent la Dalmatie entre 1808 et 1814. En 1833, à la suite de la révolte de la Bosnie (en), l'Herzégovine est séparée de la Bosnie pour devenir le pachalik d'Herzégovine, gouverné par le vizir Ali-pacha Rizvanbegović. Après sa mort en 1851, les pachaliks de Bosnie et d'Herzégovine sont intégrés dans une nouvelle entité connue sous le nom de Bosnie-Herzégovine. En 1867, cette unité administrative prend le nom de vilayet de Bosnie.
À la suite d'une nouvelle insurrection de la Bosnie-Herzégovine en 1875-1877, les Serbes, soutenus par la Russie, affrontant l'autorité ottomane, le congrès de Berlin, en 1878, décide de placer ce territoire sous l'administration de l’Autriche-Hongrie qui finira par l'annexer en 1908.

## Économie
Au début du XIXe siècle, la province est considérée comme fertile malgré la négligence de ses habitants par l'Empire ; elle exporte de grandes quantités de blé, maïs et orge vers l'Autriche. Les habitants consomment surtout du millet, des citrouilles et des choux. Les arbres fruitiers y poussent facilement. Les cultures se concentrent dans les vallées ensoleillées, les montagnes étant couvertes d'épaisses forêts. Le gibier et les oiseaux d'eau abondent. Des gisements miniers sont connus mais peu exploités. L'élevage des bœufs, chevaux et moutons est d'un bon rendement et la province exporte beaucoup de laine. Les revenus fiscaux sont entièrement consacrés à la défense militaire de la  province. La milice provinciale n'est pas tenue de servir hors des limites de la Bosnie. Bosna-Saray (Sarajevo) est une des plus grandes villes des Balkans avec 60 000 habitants. Elle a des manufactures d'armes et d’orfèvrerie. Mostar, 12 000 habitants, est connue pour sa production de lames damasquinées.

## Gouverneurs

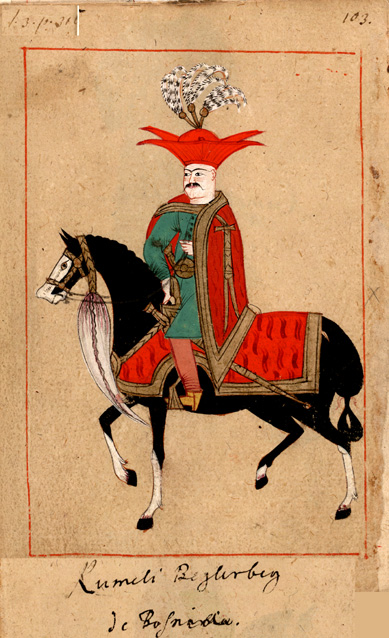
Gouverneur de Bosnie, miniature ottomane, 1657

en:List of Ottoman governors of Bosnia